# Eschweilera rankiniae
Eschweilera rankiniae är en tvåhjärtbladig växtart som beskrevs av Scott A. Mori. Eschweilera rankiniae ingår i släktet Eschweilera och familjen Lecythidaceae. Inga underarter finns listade i Catalogue of Life.